# Haemophilus
Haemophilus är en bakteriesläkt som ingår i familjen Pasteurellaceae med 24 arter registrerade 2017 och typstammen är Haemophilus influenzae. Åtta arter är kända för att kunna orsaka sjukdom hos människa eller djur. Bland de mest kända som orsakar sjukdom hos människa är H. influenzae som framför allt orsakar luftvägsinfektioner och H. ducreyi som orsakar en könssjukdom, mjuk schanker.
Bakterierna inom familjen är gramnegativa, korta, orörliga och icke sporbildande stavbakterier. De är mer eller mindre svårodlade vid vanlig laboratoriediagnostik, då de är fakultativt anaeroba och kräver X-faktor (hemin) och/eller V-faktor (NAD+ (nikotinamidadenindinukleotid)) i odlingsmediet. Vanligen används hematinagar – ibland kallad chokladagar beroende på dess bruna färg. Optimal tillväxttemperatur är +35 - 37°C och fuktig atmosfär med 5-7% koldioxid. Flertalet arter är kemiskt aktiva och artbestämning har intill 2010-talet skett med biokemiska metoder, som därefter ersatts av masspektrometri eller molekylärbiologisk analys, vilka är betydligt mindre arbetskrävande och tar kortare tid att utföra.
Haemophilus-arterna är relativt antibiotikakänsliga men med tilltagande resistensutveckling.